# 西莫內·博萊利
西莫內·博萊利（Simone Bolelli，1985年10月8日—），是一位義大利職業網球運動員。於2003年轉為職業選手。單打最高世界排名為第45位。迄今已獲得6項賽事冠軍。

## 外部連結
- 官方网站
- 西莫內·博萊利（英文/西班牙文）的官方資料
- 西莫內·博萊利的國際網球總會 職業／青少年 官方資料（英文）
- 西莫內·博萊利的官方資料（英文）